# サーナ ウォリアー・オブ・ライト パート1
『サーナ ウォリアー・オブ・ライト パート1』（Saana – Warrior of Light Pt 1）は、フィンランドのヘヴィメタルバンド、ストラトヴァリウスの元ギタリストであるティモ・トルキが2008年に発売したアルバム。

## 収録曲
1. サーナ・マウンテン - Saana Mountain
2. サーナズ・テーマ - Saana's Theme
3. ジ・エンド - The End
4. サッドネス・オブ・ザ・ワールド - Sadness Of The World
5. 3アット7 - 3 At 7
6. サイレンス・オブ・ザ・ナイト - Silence Of The Night
7. サンライズ・アット・サーナ・マウンテン - Sunrise At Saana Mountain
8. ジャーニー・トゥ・クリスタル・アイランド - Journey To The Crystal Island
9. クリスタル・アイランド - Crystal Island
10. フレヤズ・テーマ - Freya's Theme
11. ユー・ハヴ・カム・ア・ロング・ウェイ - You've Come a Long Way
12. ザ・レター - The Letter
13. フー・アム・アイ? - Who Am I?
14. フレヤズ・ティーチングス - Freya's Teachings
15. ウォリアー・オブ・ライト - Warrior Of Light
16. ジャーニー・トゥ・ジ・アゾレス - Journey To The Azores

## 参加ミュージシャン
- Timo Tolkki - guitar, bass, keyboards
- Mirka Rantanen - Drums
- Jennifer Sowle - Vocals
- Heikki Pöyhiä - Vocals
- Aino Laos - Vocals
- Janette Sainio - Vocals